# Ölpest im östlichen Mittelmeer 2006

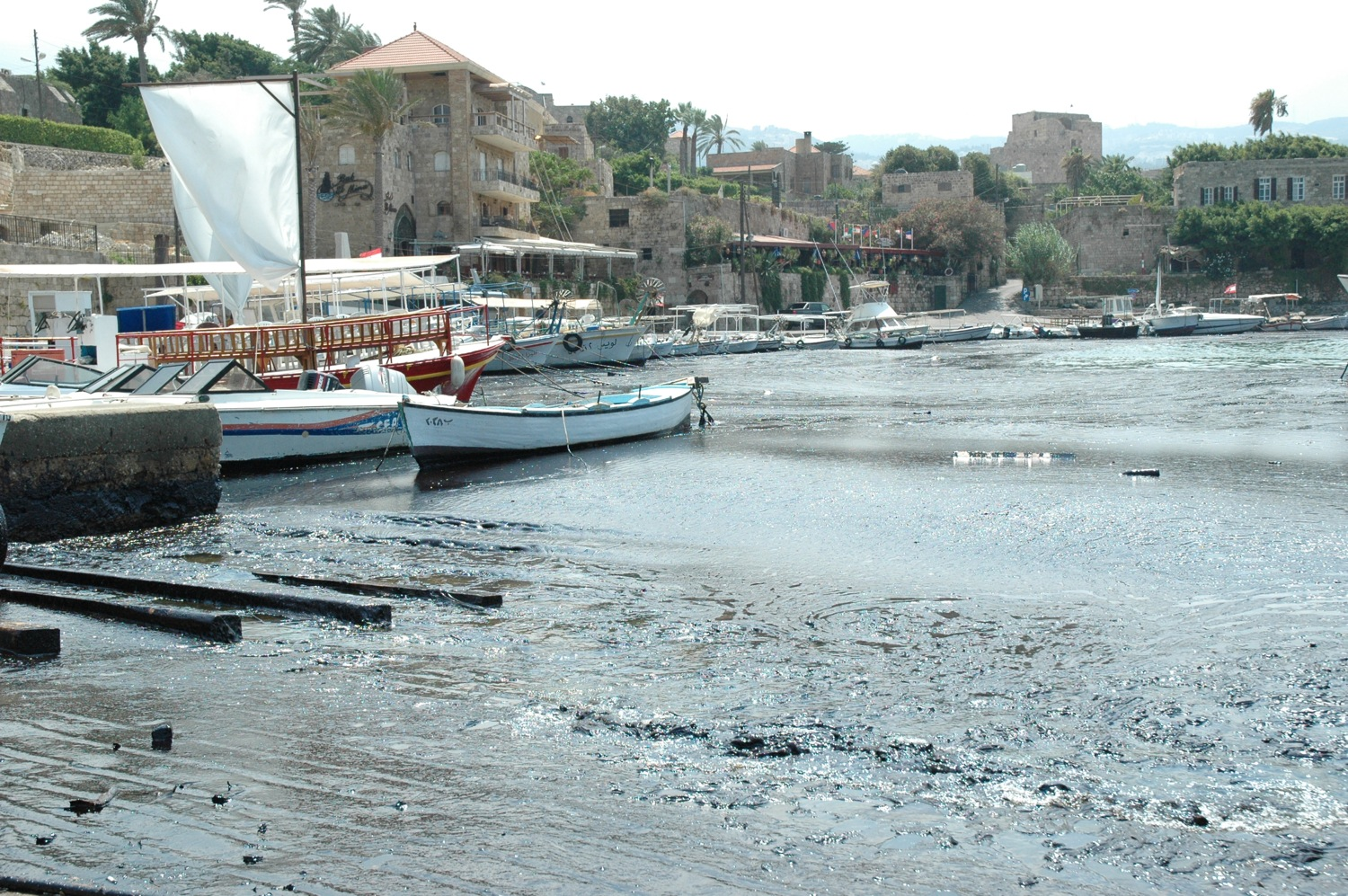
Von der Ölpest verschmutztes Wasser im Hafen von Byblos

Die Ölpest im östlichen Mittelmeer 2006 ist eine Umweltkatastrophe, die im Sommer 2006 durch die Zerstörung eines Elektrizitätswerks an der libanesischen Küste ausgelöst wurde und die besonders an der Küste des Libanons, aber auch an der Küste Syriens, Schäden verursachte.

## Verlauf

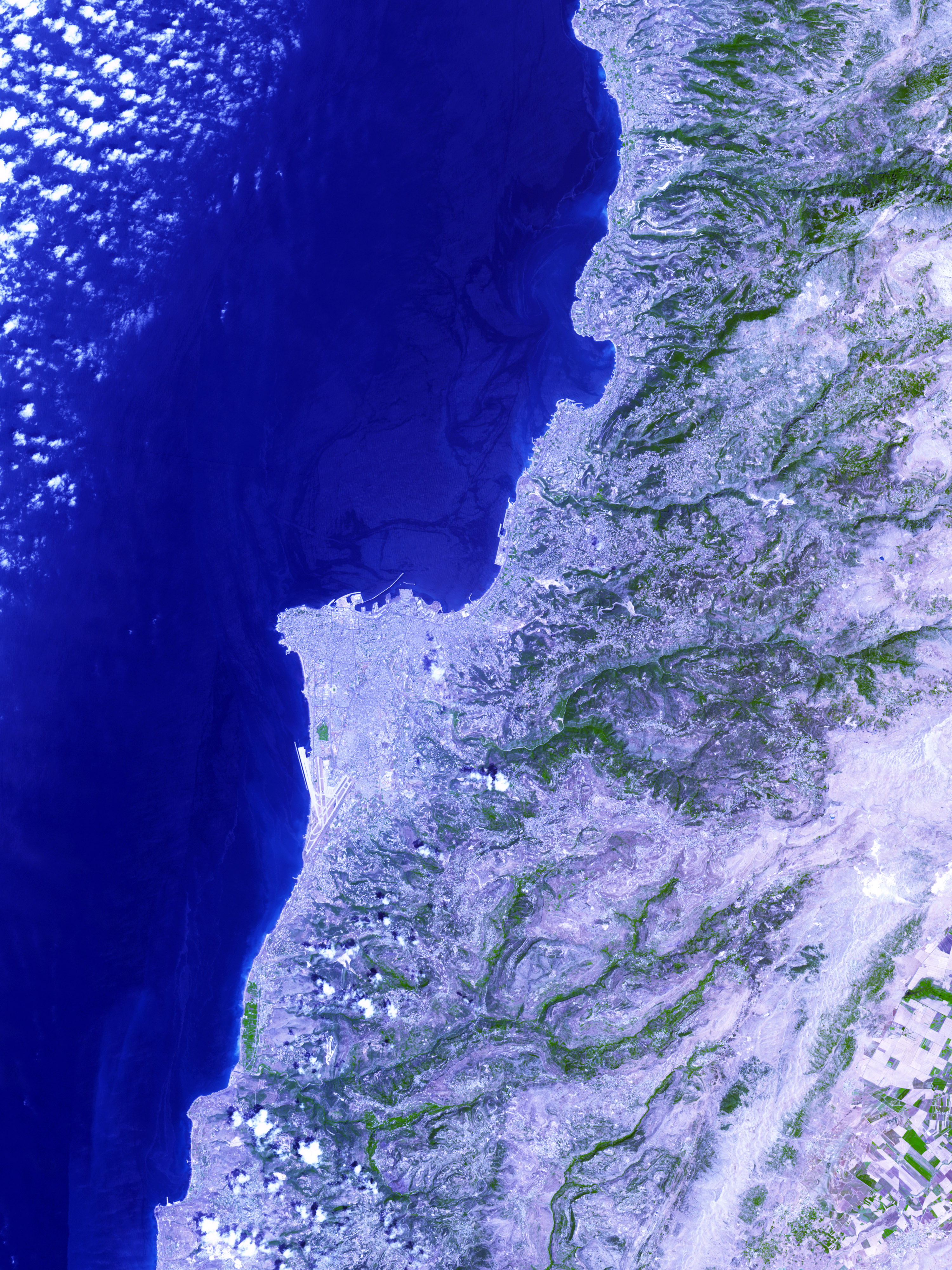
Satellitenaufnahme der Nasa. Der Ölteppich ist am dunkelsten Blau zu erkennen.

Im Verlauf des Libanonkrieges 2006 bombardierte die israelische Luftwaffe zwischen dem 13. und 15. Juli das ca. 25 km südlich von Beirut gelegene Ölkraftwerk Dschije  im Südlibanon. Dabei wurden fünf der sechs Öltanks, deren Abstand zum Meer etwa 25 m beträgt, beschädigt. Vier davon brannten völlig aus, aus dem fünften trat unkontrolliert Öl aus. Der sechste, unbeschädigte Tank mit 25.000 t Inhalt drohte wegen eines nicht kontrollierbaren Schwelbrands zeitweise zu explodieren.

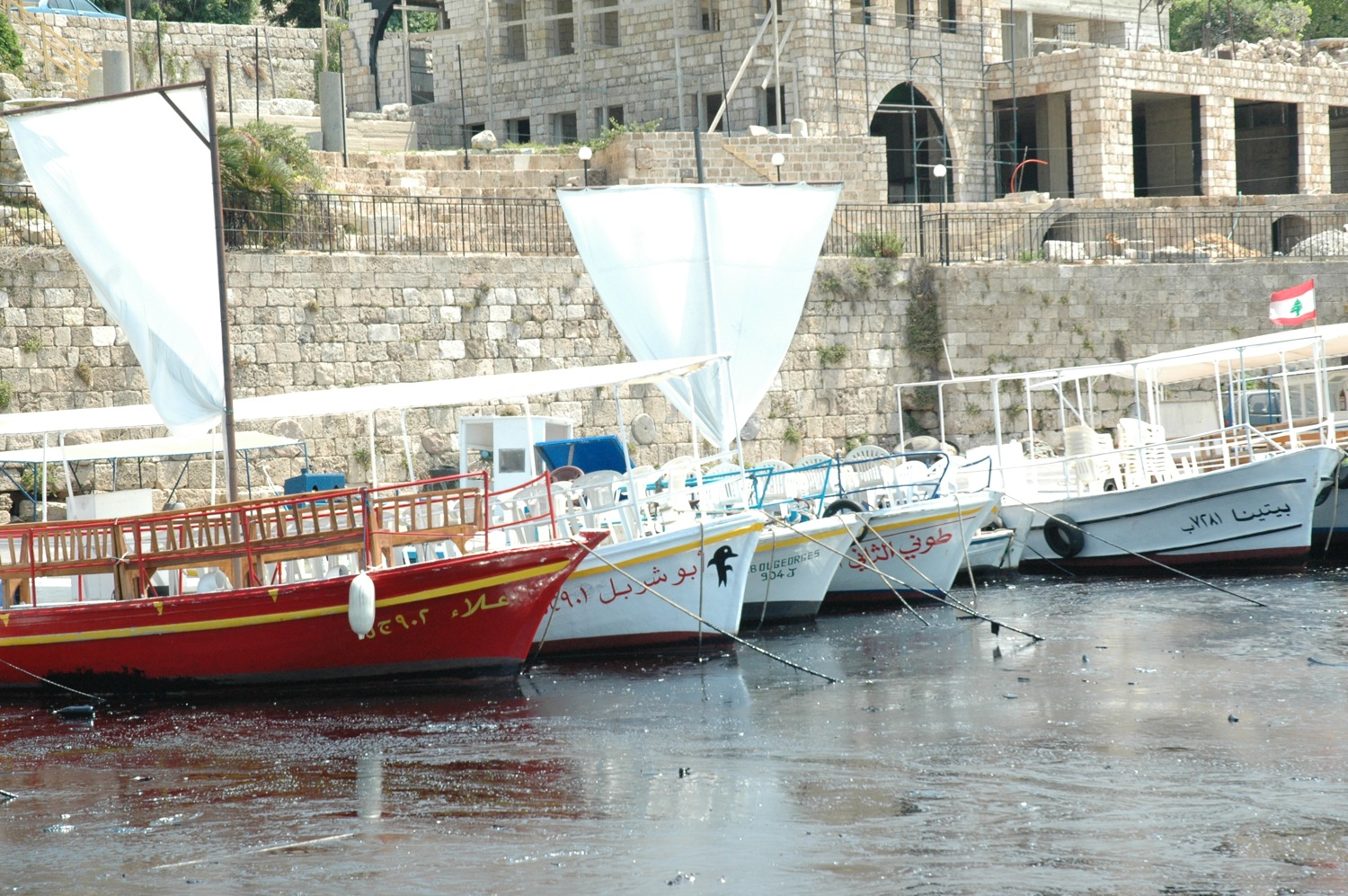
Ölteppich im Hafen von Byblos

Nach Angaben des libanesischen Umweltministeriums und verschiedener Umweltschutzorganisationen traten 10.000 bis 35.000 t Öl ins Mittelmeer aus. Dabei handelte es sich laut der auf Malta ansässigen Organisation Regional Marine Pollution Emergency Response Centre (Rempec) um Heizöl einer mittelschweren Sorte. Am 1. August bedeckte der klebrige, schwarze Ölschlick einen Küstenabschnitt von etwa 80 km Länge, was rund einem Drittel der ca. 225 km langen libanesischen Küste entspricht. Laut Rempec und der Hafenverwaltung der syrischen Küstenstadt Tartus wurde zu diesem Zeitpunkt zudem ein sieben Kilometer langer Ölteppich an der libanesisch-syrischen Grenze entdeckt.

## Reaktion der libanesischen bzw. israelischen Regierung
Der libanesische Umweltminister Yakoub Sarraf sprach am 29. Juli von der bisher „größten Umweltkatastrophe im Mittelmeer“, obwohl sich dort z. B. 1979 (Tanker Independența, 109.000 t) bzw. 1991 (Tanker Haven, 140.000 t) bereits Unglücke mit einem Vielfachen ausgelaufenen Öles ereignet hatten. Die Ölpest an der libanesischen Küste könne laut Sarraf nicht nur „furchtbare Folgen für unser Land, sondern für alle Länder des östlichen Mittelmeers haben“. Er behauptete ferner, dass sich ähnliche Ölkatastrophen bisher nur in offenen Ozeanen, nicht aber in einem geschlossenen Gewässer wie dem Mittelmeer ereignet hätten, was aufgrund der oben genannten Tankerkatastrophen nicht den Tatsachen entspricht. Sarraf befürchtete, dass die Ölpest, wenn keine Gegenmaßnahmen unternommen würden, sich auf zwei Drittel der libanesischen Küste ausbreiten könne. Daneben könne auch Israel betroffen sein. Außerdem wies der Umweltminister auf die schädlichen Folgen für Tierwelt und Ökosystem hin, die bis zum Aussterben mancher Arten reichen könnten. Sarraf sagte, dass es nicht möglich sei, die Ölpest zu bekämpfen, solange Israel seine Seeblockade aufrechterhalte. Er habe das Vereinigte Königreich, Italien, Spanien, die Vereinigten Staaten und weitere Länder mit Erfahrung in der Bekämpfung von Ölkatastrophen um technische Hilfe gebeten.
Israel erklärte, im Rahmen der UNEP (Umweltprogramm der Vereinten Nationen) und der REMPEC (Regional Marine Pollution Emergency Response Centre) Hilfe zu leisten, um eine ökologische Katastrophe in der Region zu vermeiden. Das ausgelaufene Heizöl verhalte sich im Meer anders als das schwerere Erdöl, die Ausbreitung des Flecks im Nordlibanon sei gestoppt worden. Der Fleck bleibe an der Küste und verteile sich nicht im Meer. Bilder, die Nachrichtenagenturen über verletzte Seevögel verbreitet hatten, seien gefälscht und stammten aus den Golfkriegen von 1990 und 2003.

## Gesundheits- und Umweltschäden
Laut Stephan Lutter von der Umweltstiftung WWF war die ausgetretene Ölsorte besonders „zäh, klebrig und giftig und darum gefährlicher und schwieriger zu bekämpfen als andere Öle“. Außerdem sei Schweröl schwer biologisch abbaubar und habe eine hochgiftige Wirkung in der Nahrungskette der Meereslebewesen. Der Ölteppich dehnte sich auf eine Länge von etwa 90 Kilometer und eine Breite von bis zu 30 Kilometer aus; er hatte die syrische Küste auf eine Länge von 10 Kilometer verseucht.

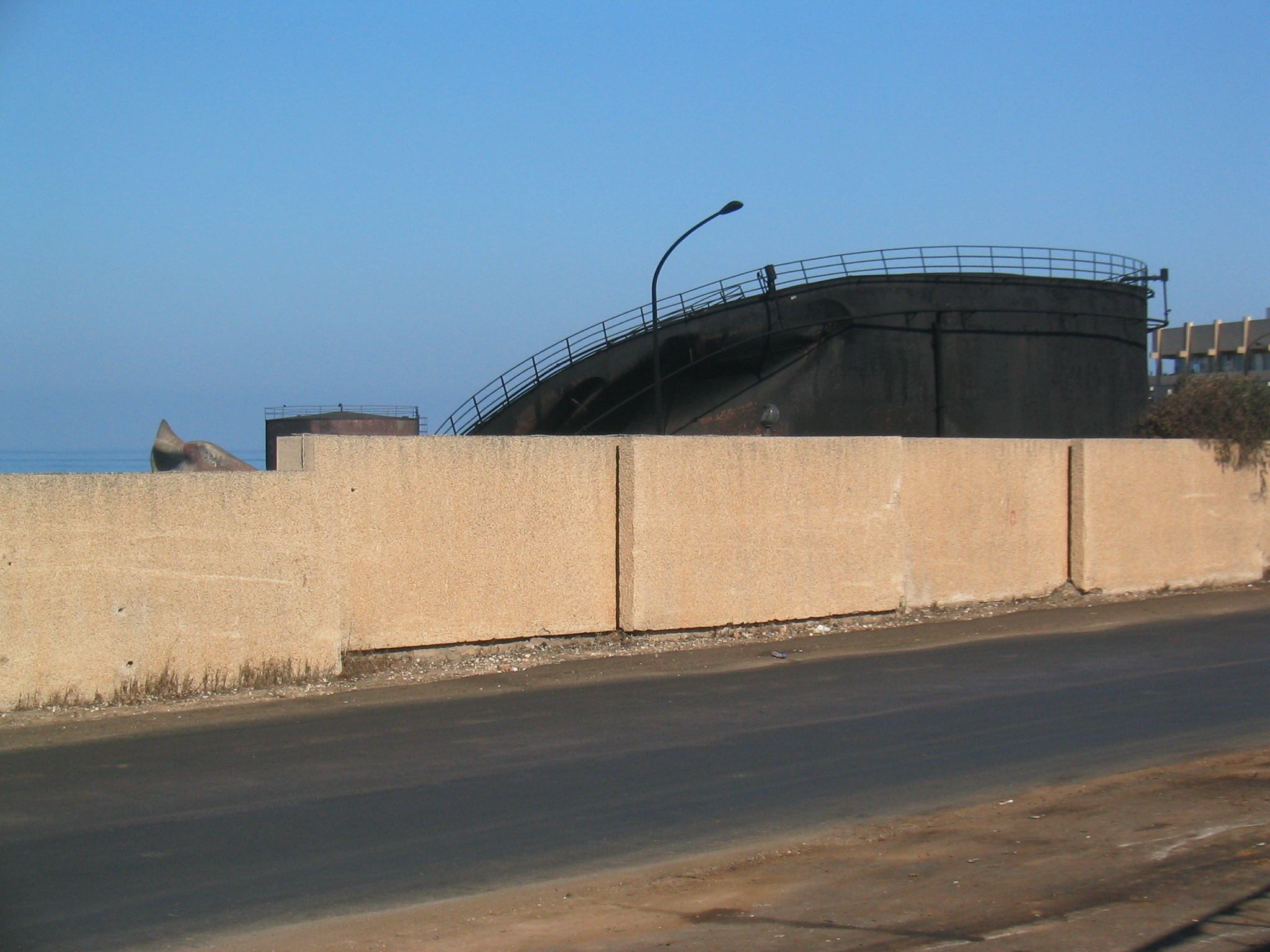
Das beschädigte Ölkraftwerk Dschije

Es war nach Ansicht internationaler Fachleute nicht auszuschließen, dass er auch die Türkei, Zypern und sogar Griechenland erreichen konnte. Das Öl hatte auch das Naturschutzgebiet Palm Islands fünf Kilometer vor der Nordküste des Libanon erreicht. Dieses ist ein wichtiger Nistplatz für die Unechte Karettschildkröte und die vom Aussterben bedrohte Grüne Meeresschildkröte. Diese legt ihre Eier im Sand der libanesischen Küste; deren frisch geschlüpfte Jungtiere hätten aufgrund des Ölschlammes das Meer nicht mehr erreichen können. Weiterhin betroffen war der durch Überfischung ohnehin schon erheblich bedrohte Rote Tunfisch, Fischlaichplätze und Rastgebiete für Zugvögel. Auch der libanesische Umweltexperte Wael Hmaidan berichtete am 30. Juli von 40 cm dicken Klumpen aus geronnenem Öl sowie zahlreichen verendeten Meerestieren.
Das Dokumentations- und Forschungszentrum für Wasserverschmutzung durch Unfälle (Cedre) im französischen Brest war dagegen der Ansicht, dass das Öl weniger dickflüssig und damit gefährlich sei als beispielsweise das der 1999 vor der Bretagne leckgeschlagenen Erika, deren ausgetretene Ölmenge im Übrigen mit der der Katastrophe im Libanon vergleichbar sei. Dennoch könne auch dieses Öl bei längerem Wasserkontakt stärker verkleben, was die Reinigung der Küsten erschwert haben würde.
Drei Jahre nach dem Vorfall waren die Schäden größtenteils beseitigt. Der Gesamtschaden hatte sich als geringer, als anfangs befürchtet herausgestellt.

## Wirtschaftliche Schäden
Der Umweltexperte Hmaidan rechnete damit, dass die Beseitigung der Ölschäden, mit der erst nach Ende der Kampfhandlungen begonnen werden konnte, mindestens ein halbes Jahr dauern würde. Damit wäre der Tourismusbranche und der Fischereiwirtschaft in den betroffenen Gebieten mindestens für diesen Zeitraum die Existenzgrundlage entzogen gewesen. Die Kosten für die Ölbeseitigung schätzte die libanesische Regierung auf 50 bis 100 Millionen US-Dollar.
Bis 2012 hatte die libanesische Regierung mehrere Gerichtsverfahren angestrengt, um einen finanziellen Ausgleich zu erhalten, blieb damit jedoch weitestgehend erfolglos.

## Hilfsmaßnahmen
Mehrere Mittelmeerländer, sowie Kuwait, stellten Ausrüstung und Personal zur Bekämpfung der Ölpest zur Verfügung. Laut Deklaration der damaligen libanesischen Regierung sei die Menge der bereitstehenden Reinigungs- und Absorptionsmittel, Ölsperren und Abschöpfvorrichtungen allerdings minimal gewesen.